# Min tro - Blodets kraft - Heks
|  | Denne artikel er oprettet af botten Steenthbot ud fra en ekstern database. Den kan derfor have sproglige fejl eller mangler. Denne skabelon kan fjernes efter kontrol af indholdet. |

Min tro - Blodets kraft - Heks er en dansk dokumentarfilm fra 2018 instrueret af Cathrine Marchen Asmussen.

## Handling
Mira er 14 år og heks. Hun tror på kræfterne i naturen og lægger tarotkort for at få vejledning. Mira er forbundet med månen, der er repræsenterer Gudinden og de kvindelige kræfter. Hun både frygter og ser frem til menstruationens komme. Blodet, der giver kraft, at blive frugtbar og at kunne give nyt liv. Det er stort, da den kommer, og hun fejrer det ved at gå ud i skoven sammen med sin mor og søster for at sige farvel og begrave barndommen.